# Dancing Machine (album)
Dancing Machine è il nono album in studio del gruppo musicale statunitense The Jackson 5, pubblicato nel 1974 dalla Motown. La title track, presentata qui in versione singolo, appare in versione originale nell'album precedente, G.I.T.: Get It Together.

## Descrizione

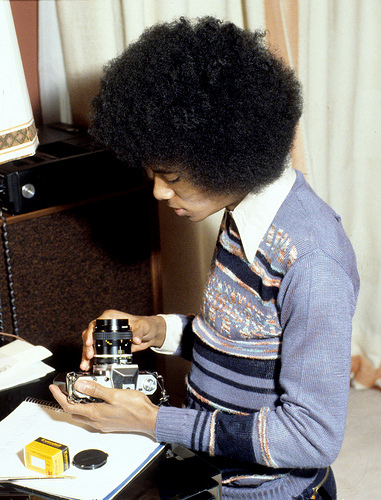
Michael Jackson nel 1974

Sebbene i Jackson fossero tornati nelle classifiche, i fratelli, soprattutto Michael, si lamentavano ancora della mancanza di libertà artistica, dato che la casa discografica Motown non permetteva loro di scrivere e produrre le canzoni. Pertanto, l'album divenne un altro concept album di musica disco per il gruppo e presentava come cantanti principali ancora una volta Michael e Jermaine Jackson. Questo album è stato il primo in cui tutti i fratelli hanno cantato con le loro voci naturali nella stessa canzone, intitolata It All Begins and Ends with Love; l'ordine è Tito, Jackie, Michael, Marlon e Jermaine, che chiude la canzone. Secondo un'intervista rilasciata a Don Cornelius nel programma TV R&B Soul Train, Michael disse che If I Don't Love You This Way e What You Don't Know erano le sue canzoni preferite dell'album. L'album è stato arrangiato da Arthur G. Wright, Jerry Marcellino, Mel Larson, John Bahler, James Anthony Carmichael e Sam Brown III.

## Promozione
In questo periodo, i fratelli Jackson si esibivano a Las Vegas in uno spettacolo di varietà con il resto della famiglia, pertanto questo album ebbe una minore promozione rispetto ai precedenti. Nonostante questo, i fratelli fecero promozione all'album esibendosi in vari importanti e seguitissimi programmi televisivi statunitensi dell'epoca, musicali e non, come, oltre al sopracitato Soul Train, il Tonight Show di Johnny Carson e il The Carol Burnett Show, dove rilasciarono interviste e si esibirono in alcuni pezzi tratti dall'album.

## Tracce
1. I Am Love – 7:29 (Don Fenceton, Jerry Marcellino, Mel Larson, Roderick Rancifer)
2. Whatever You Got, I Want – 2:58 (Gene Marcellino, Jerry Marcellino, Mel Larson)
3. She's A Rhythm Child – 2:39 (Clarence Drayton, Hal Davis, Ruth Talmage)
4. Dancing Machine (Single Edit) – 2:43 (Don Fletcher, Hal Davis, Weldon Dean Parks)
5. The Life of the Party – 2:35 (Clarence Drayton, Hal Davis, Tamy Smith)
6. What You Don't Know – 4:25 (Gene Marcellino, Jerry Marcellino, Mel Larson)
7. If I Don't Love You This Way – 3:28 (Leon Ware, Pam Sawyer)
8. It All Begins and Ends with Love – 3:07 (Don Fenceton, Jerry Marcellino, Mel Larson)
9. The Mirrors of My Mind – 3:08 (Charlotte O'Hare, Don Fletcher, Nita Garfield)

## Classifiche
| Classifica (1974) | Posizione massima |
| ----------------- | ----------------- |
| Canada            | 12                |
| Stati Uniti       | 16                |